# Dragon Ball Z : Les Mercenaires de l'espace
 (mai 2024).
Dragon Ball Z : Les Mercenaires de l’espace (ドラゴンボールZ 銀河ギリギリ!!ぶっちぎりの凄い奴, Doragon Bōru Zetto: Ginga Giri-Giri!! Butchigiri no Sugoi Yatsu, litt. Dragon Ball Z : La Galaxie en danger !! Un homme aux pouvoirs démesurés) est un film d’animation japonais réalisé par Yoshihiro Ueda sorti en 1993.

## Synopsis
L’histoire commence alors que le Cell Game est à peine terminé. Un nouveau tournoi d'arts martiaux très spécial est organisé par un milliardaire. Ce tournoi-ci est inter-galactique. Des extraterrestres débarquent pour participer à ce match exceptionnel. Mais ces derniers se font éliminer par une bande de malfrats dirigée par Bojack qui prend ainsi leurs places dans le tournoi. Krilin affronte alors Zangya, la subordonnée du chef mais se fait battre. Trunks combat Gokua l'épeiste et le bat sans problème, mais se fait surprendre par Bojack. Un des finalistes se fait tuer par Bido et Son Gohan se mesure à Bujin l'illusionniste. 
Yamcha et Ten Shin Han rejoignent le jeune Saiyan, mais sont rapidement mis hors combat par les trois sbires de Bojack, et Son Gohan est contraint de les affronter seul, jusqu'à l'arrivée en renfort de Piccolo, Trunks et Vegeta. Malheureusement, ses trois amis sont, eux aussi, neutralisés, et il se retrouve à nouveau seul face à ses quatre adversaires. Bojack le torture, et bien qu'il n'ait plus le droit d'intervenir sur Terre, Son Goku sauve son fils d'une mort certaine, et l'encourage à dévoiler sa vraie puissance. Grâce à l'intervention de son père, Son Gohan reprend confiance, se transforme en Super Saiyan 2, bat sans difficulté Bojack et ses subordonnés et rétablit la paix sur Terre.

## Fiche technique
- Titre original : ドラゴンボールZ 銀河ギリギリ!!ぶっちぎりの凄い奴 (Doragon Bōru Zetto: Ginga Giri-Giri!! Butchigiri no Sugoi Yatsu)
- Titre français : Dragon Ball Z : Les Mercenaires de l’espace
- Réalisation :
  - Yoshihiro Ueda (réalisateur)
  - Takahiro Imamura (assistant réalisateur)
- Scénario : Takao Koyama, adapté du manga Dragon Ball d’Akira Toriyama
- Montage : Shinichi Fukumitsu
- Direction artistique : Ken Tokushige
- Musique : Shunsuke Kikuchi
- Producteurs : Chiaki Imada, Tomio Anzai
- Société de production :  Toei Animation
- Pays d’origine :  Japon
- Format : Couleur
- Genre : Aventure, fantastique
- Durée : 49 minutes
- Date de sortie : 10 juillet 1993

## Distribution
- Hisao Egawa (VF : Georges Lycan) : Bido
- Hiroko Emori (VF : Céline Monsarrat) : Chaozu
- Toshio Furukawa (VF : Philippe Ariotti) : Piccolo
- Tōru Furuya (VF : Éric Legrand) : Yamcha
- Tesshō Genda (VF : Éric Legrand) : Bojack
- Daisuke Gōri (VF : Patrick Borg) : Mr. Satan
- Ryō Horikawa (VF : Éric Legrand) : Vegeta
- Takeshi Kusao (VF : Marc Lesser) : Trunks
- Tomoko Maruo (VF : Céline Monsarrat) : Zangya
- Kōhei Miyauchi (VF : Pierre Trabaud) : Kamé Sennin
- Toshiyuki Morikawa (VF : Marc Lesser) : Gokua
- Masako Nozawa (VF : Brigitte Lecordier) : Son Gohan
- Masako Nozawa (VF : Patrick Borg) : Son Goku
- Hirotaka Suzuoki (VF : Georges Lycan) : Ten Shin Han
- Mayumi Tanaka (VF : Claude Chantal) : Krilin
- Naoki Tatsuta (VF : ?) : Bubbles
- Naoki Tatsuta (VF : Philippe Ariotti) : Oolong
- Hiromi Tsuru (VF : Céline Monsarrat) : Bulma
- Hiromi Tsuru (VF : ?) : Trunks (bébé)
- Naoko Watanabe (VF : Céline Monsarrat) : Chichi
- Naoko Watanabe (VF : ?) : Puerh
- Jōji Yanami (VF : Pierre Trabaud) : Maître Kaio
- Jōji Yanami (VF : Georges Lycan) : Narrateur
- ? (VF : Brigitte Lecordier) : Bujin
- ? (VF : Pierre Trabaud) : M. Multimillionnaire

## Continuité dans l'histoire
Ce film se déroule durant les 7 ans séparant la défaite de Cell et le 25e Tenkaichi, puisque Son Goku est décédé. Son Gohan a son apparence qu'il a obtenue après son entraînement de la salle de l'esprit et du temps. Trunks du Futur avait dit à Bulma qu'il avait éliminé les Cyborgs dans son monde et dans ce film il y a de nombreuses mentions faites à Cell et à sa défaite.
Toutefois, il est impossible que ce film puissent se dérouler durant cette période:
- Si Trunks avait éliminé les cyborgs de son époque ainsi que Cell, il aurait dû avoir les cheveux courts or dans ce film, Trunks a les cheveux longs;
- Selon les encyclopédies, ce film devrait se dérouler quelque mois après le Cell Game et Chichi aurait du être enceinte de Goten;

Ce film est sorti en même temps que le film 7 de Dr Slump lors de la Toeï Anime Fair de juillet 1993. Il s’intègre très bien dans la chronologie de Dragon Ball.